# Teodoto de Etolia
Teodoto (en griego Θεoδoτoς)  fue un etolio, quien cuando Antíoco III el Grande (223-187 a. C.) ascendió al trono, estaba al mando de la importante provincia de Celesiria para Ptolomeo IV (221–204 a. C.), rey de Egipto. Fue un general capaz, y rechazó con facilidad el primer ataque hecho por el rey de Imperio seléucida a su gobierno, pero en vez de ser premiado por Ptolomeo por sus servicios, fue reclamado a Alejandría, donde casi cayó víctima de las intrigas de algunos cortesanos y favoritos del rey. 
Disgustado con este tratamiento, y despreciando los vicios y lujo de Ptolomeo, retomó el gobierno de Celesiria (219 a. C.) y concibió el plan de defeccionar la provincia y ponerla en manos de Antíoco. Sus movimientos fueron inmediatamente bien recibidos y rindió las dos fortalezas importantes de Tiro y Ptolemaida al monarca seléucida, quien inmediatamente las puso bajo su mando. Nicolás de Etolia impidió que su plan llegara a fin, y para ello retuvo una parte de las provincias sirias bajo la lealtad de Egipto. En esta época, Teodoto disfrutó del favor del rey sirio. En la campaña de 217 a. C., comandó un cuerpo de diez mil tropas selectas, y justo antes de la Batalla de Rafia, dio una prueba singular de audacia al penetrar con solo dos compañeros en el corazón del campamento egipcio, para asesinar a Ptolomeo él mismo. Confundiendo la tienda del rey, mató al médico real, y pudo escaparse sin peligro y volver al campamento sirio. Otra vez en el 215 a. C., demostró la misma audacia al ayudar a Lágoras en su temerario plan de escalar los muros de la ciudad de Sardes, cuyo éxito se debió en gran medida a su habilidad y capacidad.